# Martina Brooks
Martina Brooks (sinh ngày 21 tháng 11 năm 1983) là một nữ nhà báo người Liberia, làm việc ở vị trí nhà sản xuất đài phát thanh cao cấp cho Phái bộ Liên Hợp Quốc tại đài phát thanh Nam Sudan. Cô là cựu phó chủ tịch Hiệp hội Nhà văn Thể thao Liberia.

## Cuộc sống ban đầu và giáo dục
Sinh ra ở thị trấn New Kru, Brooks lớn lên ở hạt Montserrado nơi cô hoàn thành chương trình giáo dục tiểu học và trung học. Cô chuyển đến Harbel, Quận Margibi cho ông bà của mình trong cuộc Nội chiến Tự do đầu tiên trước khi trở lại Quận Montserrado vào năm 1993 để định cư trong Cộng đồng ELWA. Cô đã hoàn thành chương trình giáo dục trung học tại Trường Truyền giáo Calvary năm 2004 trước khi nhận bằng BBA về quản lý vào năm 2013 từ Đại học Liberia. Trong những năm học cấp hai, Martina đã tích cực tham gia các hoạt động thể thao. Cô chơi trong đội bóng đá của Trường Truyền giáo Calvary, tham gia chủ yếu trong Liên đoàn Hiệp hội Thể thao Liên trường. Cô là đội trưởng của đội giải đố Calvary Chapel Mission trong cuộc thi đố vui toàn quốc năm 2004 được tổ chức để vinh danh Rufus Neufville. Cô đã bỏ lỡ giải đấu chiến thắng khi trường của cô bị đánh bại trong trận bán kết. Cô sau đó được mệnh danh là người đố vui nữ giỏi nhất của giải đấu và được trao học bổng từ chính phủ Liberia.

## Báo chí
Cô đã tham gia vào ngành báo chí vào năm 2005 khi cô tham gia thực tập tại UNMIL Radio, nơi Brooks được đào tạo để trình bày và sản xuất các chương trình radio. Khi kết thúc thời gian thực tập, cô nhận được lời mời từ các cơ quan truyền thông khác, nhưng chọn ở lại UNMIL Radio.
Tại UNMIL Radio, cô đã chuyển sang sản xuất cho một chương trình thể thao có tên là 'Vòng đấu châu Âu', nơi cô đã xem trước những diễn biến ở các giải bóng đá châu Âu khác nhau. Niềm đam mê thể thao của Brooks khiến cô thúc đẩy báo cáo về các sự kiện từ lĩnh vực này. Bây giờ cô đã xây dựng một tiết mục ấn tượng, bao gồm các sự kiện từ các trận đấu của Liên đoàn bóng đá Liberia, Cuộc họp của Hạt Quốc gia Liberia, Cuộc thi Marathon Liberia và các cuộc thi thể thao. Sự cống hiến của cô cho nghề thủ công cuối cùng đã thu hút sự chú ý của các đồng nghiệp nam của cô và Brooks được mệnh danh là nhà báo thể thao cải tiến nhất của Liberia trong năm 2011 
Khi cô đã đóng một vai trò lớn hơn trong Hiệp hội Nhà văn Thể thao Liberia, Brooks đã sử dụng ảnh hưởng của mình để biến nhóm, trước đây chỉ bao gồm đàn ông, thành một tổ chức nhạy cảm về giới. Kết quả là, phụ nữ đã có động lực để tham gia vào báo cáo thể thao. Sau hơn một thập kỷ tại Đài phát thanh UNMIL, Martina được giao một nhiệm vụ khác khi cô được gửi đến Nam Sudan để làm Nhà sản xuất Đài phát thanh cao cấp của Phái bộ Liên Hợp Quốc tại đài phát thanh Nam Sudan.

## Hiệp hội nhà văn thể thao Liberia
Năm 2011, cô được bầu làm Phó chủ tịch Hiệp hội Nhà văn Thể thao Liberia. Cô trở thành người phụ nữ đầu tiên giữ vị trí Phó chủ tịch của cơ quan viết thể thao. Trước khi giữ chức Phó chủ tịch Hiệp hội Nhà văn Thể thao Liberia, bà là thành viên của Ủy ban Điều hành của hiệp hội.

## Đại sứ hòa bình
Ngoài báo chí, Brooks làm việc tốt trong cộng đồng đã không được chú ý khi cô được ủy quyền và được chứng nhận là Đại sứ Hòa bình bởi chương trình Đại sứ Hòa bình vì Hòa bình và Liên đoàn Thanh niên vì Hòa bình Thế giới.

## Danh dự

### Người chiến thắng
- [Phái đoàn Liên Hợp Quốc tại Liberia Nữ Nhà báo của năm: 2011
- Nhà báo Liên minh thể thao của năm của Paynesville: 2011
- Rush School of Taekwondo Sports Promoter của năm: 2013
- Đồng chí tài năng của các đồng chí nữ nhà báo thể thao của năm: 2013
- Nhà quảng cáo thể thao của Hiệp hội Thanh niên Cộng đồng Old Road: 2014
- Tính cách trực tuyến của Tây Phi:[3] 2017

Nhà báo xuất sắc của năm 2017/2018 Giải thưởng Thanh niên Liberia